# Lantadilla
Lantadilla – gmina w Hiszpanii, w prowincji Palencia, w Kastylii i León, o powierzchni 28,95 km². W 2011 roku gmina liczyła 369 mieszkańców.